# Karlstetten
Karlstetten ist eine Marktgemeinde mit 2250 Einwohnern (Stand 1. Jänner 2025) im Bezirk St. Pölten in Niederösterreich.

## Geografie
Karlstetten liegt im Mostviertel in Niederösterreich am Südostrand des Dunkelsteinerwaldes. Die Entwässerung erfolgt durch die Fladnitz. Der tiefste Punkt der Gemeinde im Südosten liegt 290 Meter über dem Meer. Nach Norden steigt das Land zum bewaldeten Wachtberg auf 497 Meter an, im Westen erreichen die Höhen des Dunkelsteiner Waldes 600 Meter.
Die Fläche der Marktgemeinde umfasst 28,25 Quadratkilometer. Davon werden 47 Prozent landwirtschaftlich genutzt, 43 Prozent sind bewaldet.

### Gemeindegliederung
Das Gemeindegebiet umfasst folgende 11 Ortschaften (in Klammern Einwohnerzahl Stand 1. Jänner 2025):
- Dreihöf (12)
- Hausenbach (136)
- Heitzing (154)
- Karlstetten (1457)
- Lauterbach (44)
- Obermamau (98)
- Rosenthal (38)
- Schaubing (13)
- Untermamau (72)
- Weyersdorf (176) samt Eglsee
- Wieshöf (50)

Die Gemeinde besteht aus den Katastralgemeinden Hausenbach, Heitzing, Karlstetten, Lauterbach, Obermamau, Schaubing, Untermamau und Weyersdorf.

### Nachbargemeinden
| Dunkelsteinerwald (ME) |                                             | Obritzberg-Rust |
|                        | Kompassrose, die auf Nachbargemeinden zeigt |                 |
| Hafnerbach             | Neidling                                    | St. Pölten      |

## Geschichte
Karlstetten wurde erstmals 1072 als Karlistetin urkundlich erwähnt. Im Jahr 1126 wird „Gottscalch der Karlsteten“ als Ministeriale der Grafen Formbach genannt. Ab 1150 dienen die Karlstettner den Grafen von Peilstein, von 1459 bis 1813 hatten die Zinzendorfer die Ortsherrschaft inne. Danach folgten die Grafen Baudissin-Zinzendorf-Pottendorf und 1912 Baron Candid von Suttner, bis das Gut im Jahre 1925 vom deutschen Industriellen Zacharias Frank erworben wurde. Das auf dem Stich von Vischer dargestellte Schloss zeigt eine Größe, von der heute nicht mehr viel erhalten ist. Die zwei Türme waren schon 1815 eingestürzt, weitere Bauteile wurden 1945 in den letzten Kriegshandlungen zerstört. Heute steht der im Kern mittelalterliche dreigeschoßige Hauptbau, dessen Aussehen kaum an das Schloss erinnert. Besitzer ist seit 1965 die Gemeinde Karlstetten.
Im Zuge der Niederösterreichischen Kommunalstrukturverbesserung und der Auflösung der Gemeinde Mamau mit Ende 1968 wurden die beiden Katastralgemeinden  Untermamau und Obermamau der Gemeinde Karlstetten zugeschlagen.

### Einwohnerentwicklung
| Karlstetten: Einwohnerzahlen von 1869 bis 2025      | Karlstetten: Einwohnerzahlen von 1869 bis 2025 | Karlstetten: Einwohnerzahlen von 1869 bis 2025 | Karlstetten: Einwohnerzahlen von 1869 bis 2025 | Karlstetten: Einwohnerzahlen von 1869 bis 2025 |
| --------------------------------------------------- | ---------------------------------------------- | ---------------------------------------------- | ---------------------------------------------- | ---------------------------------------------- |
| Jahr                                                |                                                |                                                |                                                | Einwohner                                      |
| 1869                                                | 1869                                           |                                                | 1.217                                          | 1.217                                          |
| 1880                                                | 1880                                           |                                                | 1.280                                          | 1.280                                          |
| 1890                                                | 1890                                           |                                                | 1.316                                          | 1.316                                          |
| 1900                                                | 1900                                           |                                                | 1.326                                          | 1.326                                          |
| 1910                                                | 1910                                           |                                                | 1.334                                          | 1.334                                          |
| 1923                                                | 1923                                           |                                                | 1.301                                          | 1.301                                          |
| 1934                                                | 1934                                           |                                                | 1.280                                          | 1.280                                          |
| 1939                                                | 1939                                           |                                                | 1.256                                          | 1.256                                          |
| 1951                                                | 1951                                           |                                                | 1.321                                          | 1.321                                          |
| 1961                                                | 1961                                           |                                                | 1.370                                          | 1.370                                          |
| 1971                                                | 1971                                           |                                                | 1.578                                          | 1.578                                          |
| 1981                                                | 1981                                           |                                                | 1.723                                          | 1.723                                          |
| 1991                                                | 1991                                           |                                                | 1.787                                          | 1.787                                          |
| 2001                                                | 2001                                           |                                                | 1.999                                          | 1.999                                          |
| 2011                                                | 2011                                           |                                                | 2.071                                          | 2.071                                          |
| 2021                                                | 2021                                           |                                                | 2.182                                          | 2.182                                          |
| 2025                                                | 2025                                           |                                                | 2.250                                          | 2.250                                          |
| Quelle(n): Statistik Austria, Gebietsstand 1.1.2021 |                                                |                                                |                                                |                                                |

## Kultur und Sehenswürdigkeiten

### Bauwerke
- Burg Hausenbach
- Schloss Karlstetten

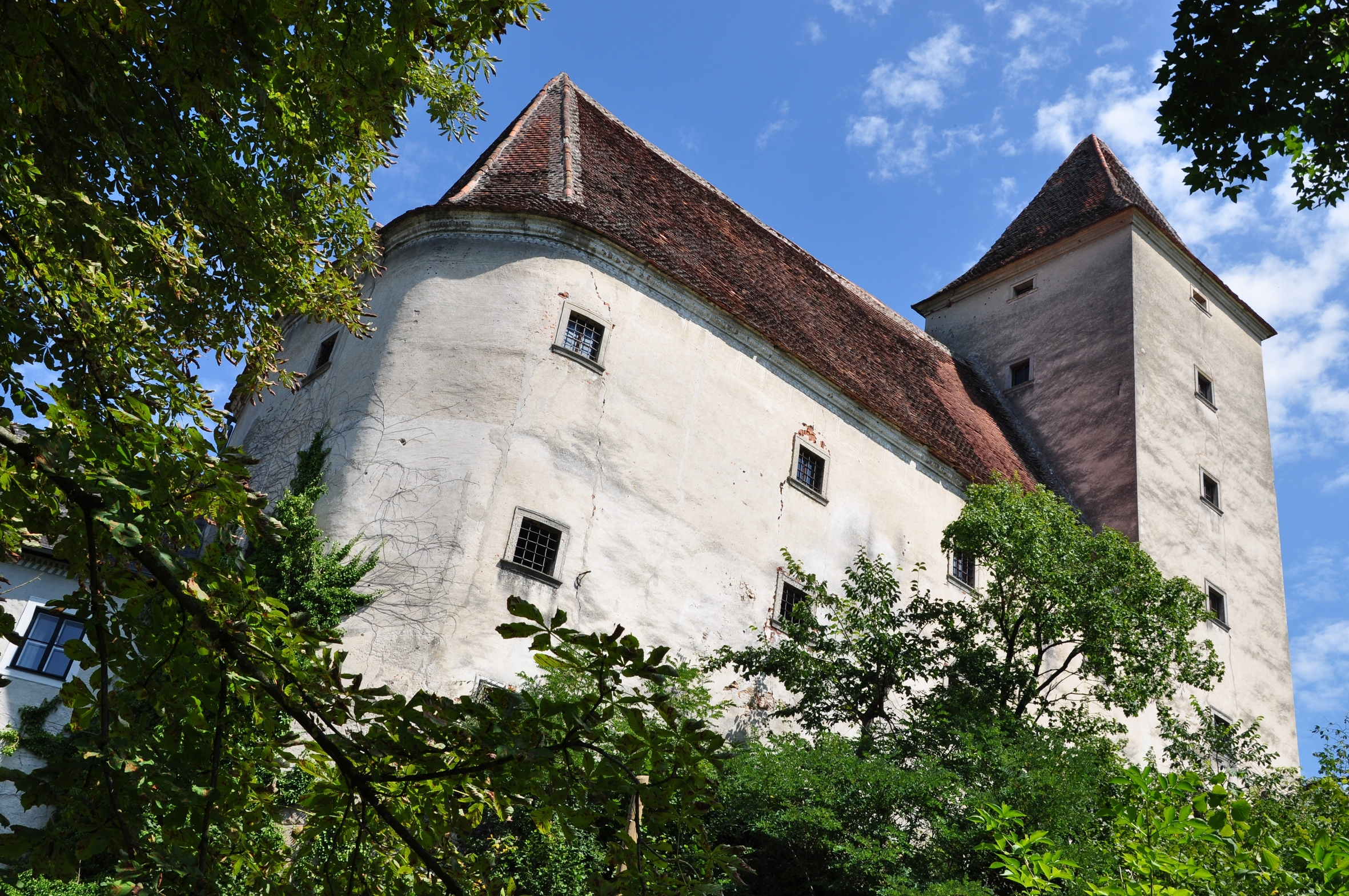
Burg Hausenbach

- Katholische Pfarrkirche Karlstetten hl. Ulrich
- Katholische Filialkirche Schaubing hl. Leonhard

### Sport
Fußball
Der Fußballverein SV Karlstetten/Neidling spielt in der niederösterreichischen Erste Klasse West Mitte.
Tennis
Der Union Tennisclub Karlstetten (UTC Karlstetten) wurde 1980 unter dem Dach der Pfadfinder Karlstetten gegründet. Heute ist er aber – nach der Neugründung 2013 – ein eigenständiger Verein. Seit 2017 nimmt der UTC Karlstetten auch wieder am Meisterschaftsbetrieb des NÖTV teil und befindet sich momentan in der Kreisliga D. Es sind aktuell 2 Sandplätze verfügbar.

## Wirtschaft und Infrastruktur
Nichtlandwirtschaftliche Arbeitsstätten gab es im Jahr 2001 73, land- und forstwirtschaftliche Betriebe nach der Erhebung 1999 75. Die Zahl der Erwerbstätigen am Wohnort betrug nach der Volkszählung 2001 974. Die Erwerbsquote lag 2001 bei 50,62 Prozent.
Karlstetten verfügt über folgende Einrichtungen: praktischer Arzt, Zahnarzt, Tierarzt, Musikschule, Musikverein, Turnverein.

### Bildung
In Karlstetten befinden sich ein Kindergarten, eine Volksschule und eine Neue Mittelschule.

### Freiwillige Feuerwehren
Die Marktgemeinde Karlstetten verfügt insgesamt über drei Freiwilligen Feuerwehren (FF). Es sind dies die FF Karlstetten, die FF Weyersdorf und FF Hausenbach. In Karlstetten gibt es auch eine Feuerwehrjugendgruppe. Gemeinsam werden hier alle Feuerwehrjugendlichen der Marktgemeinde betreut.

### Fladnitztal-Radroute
Die Fladnitztal-Radroute führt als Rundstrecke durch die Gemeinden Obritzberg-Rust, Statzendorf, Wölbling und Karlstetten und ist auch für ungeübte Radfahrer zu bewältigen.

## Politik

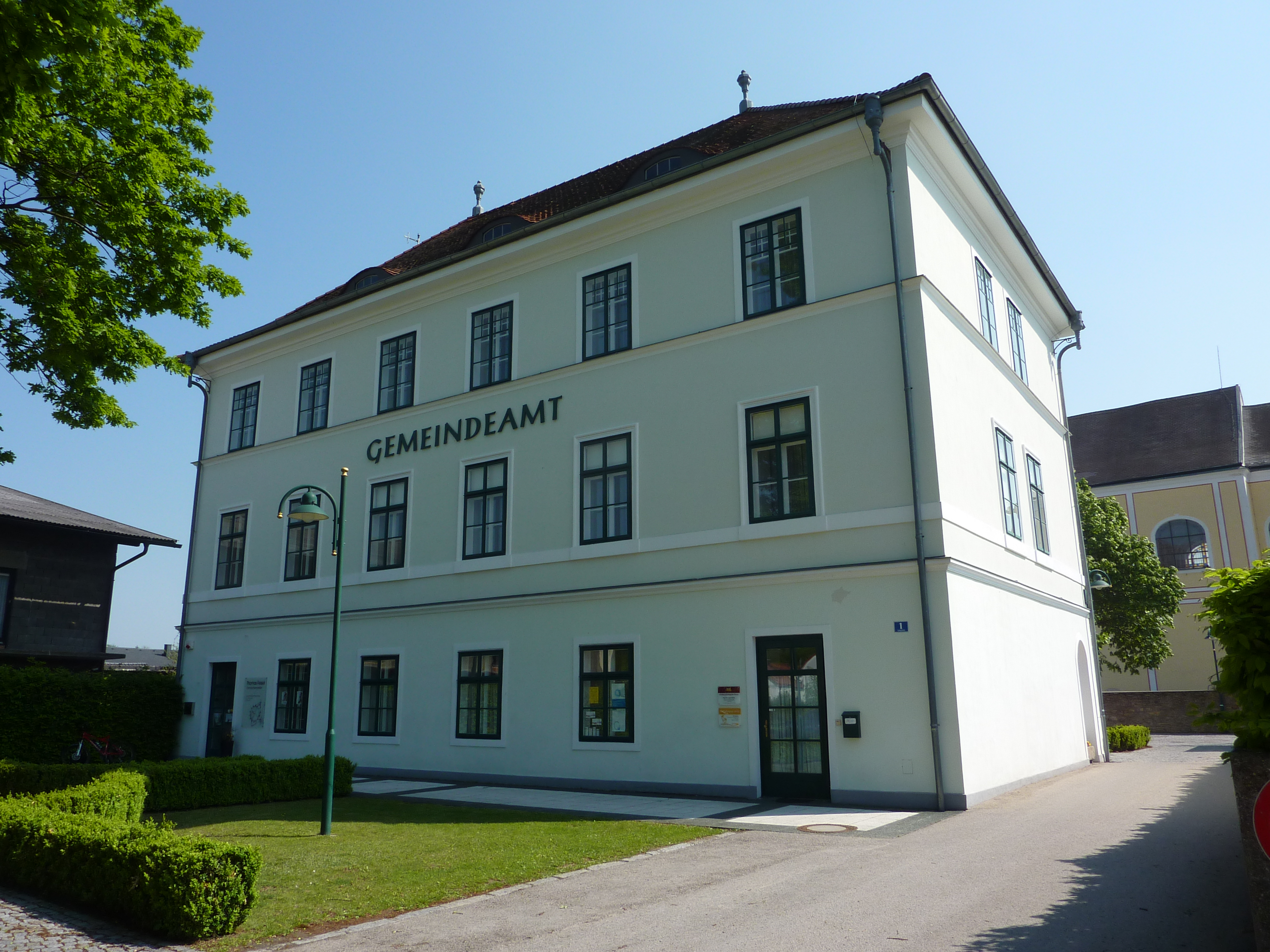
Gemeindeamt Karlstetten

### Gemeinderat
Im Marktgemeinderat gibt es nach der Gemeinderatswahl 2020 bei insgesamt 21 Sitzen folgende Mandatsverteilung: ÖVP 14, SPÖ 5, FPÖ 2.

### Bürgermeister
Bürgermeister der Marktgemeinde ist Thomas Kraushofer. Vizebürgermeisterin ist Verena Schmidt. Die Leitung des Amts hat Markus Tinkhauser inne.
- bis 2020: Anton Fischer (ÖVP)[16]
- seit 2020: Thomas Kraushofer (ÖVP)[16][18]

### Wappen
Der Gemeinde wurde 1982 folgendes Wappen verliehen: In einem von Silber auf Schwarz geteilten Schild, oben zwei schwarze Spitzen, belegt mit drei im Dreipaß gestellten silbernen Hifthörnern mit goldenen Reifen.